# Confrei

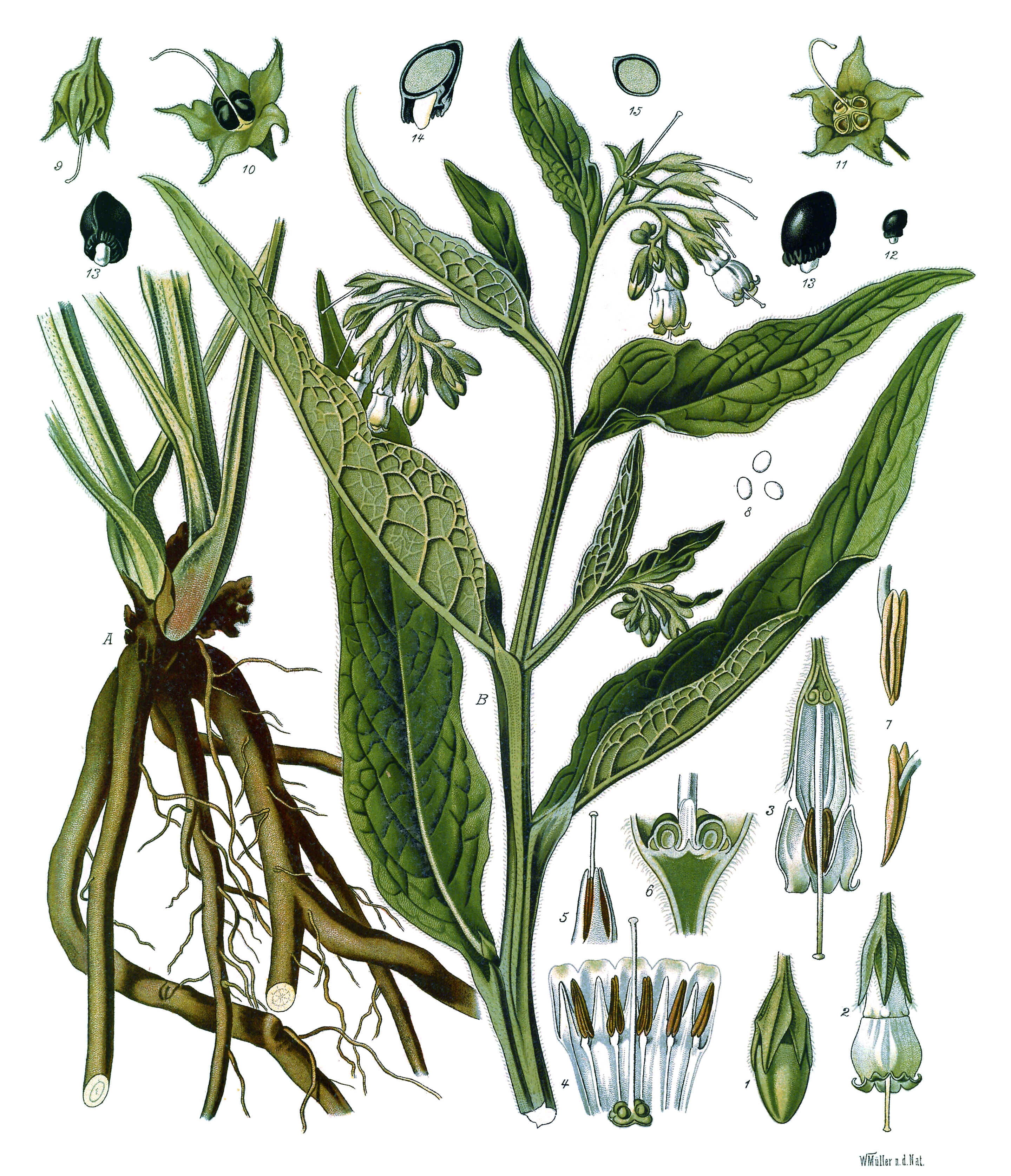

Confrei ou consólida são alguns dos nomes vulgares do Symphytum officinale, uma planta medicinal da família das Boraginaceae.

## O Confrei e a Medicina Popular
As folhas do confrei são utilizadas desde a antiguidade na preparação de chás para o tratamento caseiro de doenças gastrintestinais, disenterias, inflamações, reumatismos, hemorroidas, tosses e várias outras enfermidades. No entanto, estudos recentes mostram que o uso prolongado da planta pode ser tóxico ao fígado (levando a doença veno-oclusiva hepática e a casos de insuficiência do órgão) e causar o aparecimento de tumores malignos no fígado, nos brônquios e na bexiga, não sendo recomendado o seu uso por via oral.

## O Confrei e a Medicina Farmacêutica
Atualmente, o Confrei (Symphytum officinale) ainda é utilizado na medicina farmacêutica por meio de seus princípios ativos. Por exemplo, o extrato de suas raízes Symphytum officinale L. (Boraginaceae), é utilizado para produção de cremes anti-inflamatórios indicados no alívio de algumas dores musculares, dores de articulações, dores ocasionadas em contusões (nesse caso, somente em lesões que não originam um hematoma, sem ruptura da pele) e também nas entorses, tendinites e dores nas costas, pois, como dito anteriormente, esse extrato possui ação anti-inflamatória e analgésica, agindo sobre a região inflamada aliviando o inchaço e a dor. Por outro lado, esse cremes anti-inflamatórios não devem ser utilizados em  pessoas que apresentem hipersensibilidade ou alergia ao Confrei, recomendando-se a indicação por um médico. Um outro cuidado é, que medicamentos à base de Confrei nunca devem ser aplicados nos olhos, em mucosas como boca, cavidade nasal e vagina, nem em feridas e escoriações abertas, ou seja, somente sobre a pele intacta.